# 스기사키 하나
스기사키 하나(일본어: 杉咲 花, 1997년 10월 2일 ~ )는 일본의 배우이다. 구 예명은 카지우라 하나(梶浦 花)였다. 도쿄도 출신. 켄온 소속.

## 내력
스타더스트 프로모션을 퇴소한 후, 중학생이 되고 다시 여배우가 되고 싶다고 생각해, 동경했던 시다 미라이가 소속해 있는 켄온의 오디션에 응모, 2011년 4월, 켄온에 소속한다. 동시에 예명을 스기사키 하나로 변경.
2014년, 닛케이 트렌디 주최의 〈2015년의 얼굴〉에 선출되었다.

## 출연

### 드라마
카지우라 하나 명의
- 마루마루 치비 마루코 짱 (2007년 4월 19일 ~ 2008년 2월 28일, 후지 TV) - 죠가사키 히메코 역
- 사사키 부부의 인의 없는 싸움 제2화 (2008년 1월 27일, TBS) - 사사키 리츠코(어린 시절) 역
- 오토멘~여름~ 제3화 (2009년 8월 15일, 후지 TV) - 마리 역

스기사키 하나 명의
- 돈★키호테 제7화 (2011년 8월 27일, 닛폰 TV) - 타카자와 리나 역
- 오란고교 호스트부 제7 ~ 최종화 (2011년 9월 2일 ~ 30일, TBS) - 카나즈키 레이코 역
- 요괴인간 벰 (2011년 10월 22일 ~ 12월 24일, 닛폰 TV) - 나츠메 유이 역
- 13세의 헬로 워크 제2화 (2012년 1월 20일, TV 아사히) - 사이키 치사토 역
- 가족의 노래 (2012년 4월 15일 ~ 6월 3일, 후지 TV) - 오오사와 코코로 역
- 검은 여교사 (2012년 7월 20일 ~ 9월 21일, TBS) - 노마 카오루 역
- 레지던트~5명의 연수의 제4화 (2012년 11월 8일, TBS) - 우에노 루카 역
- 야행관람차 (2013년 1월 18일 ~ 3월 22일, TBS) - 엔도 아야카 역
- 네오 울트라 Q 제11화 (2013년 3월 30일, WOWOW) - 타치바나 히카루 역
- 이름 없는 독 제6 ~ 최종화 (2013년 8월 12일 ~ 9월 16일, TBS) - 후루야 미치카 역
- 황새의 요람~〈아기 포스트〉의 6년간과 구원받은 92개의 목숨의 미래~ (2013년 11월 25일, TBS) - 야스다 마이 역
- 긴급취조실 (2014년 1월 9일 ~ 3월 13일, TV 아사히) - 마카베 나오 역
- 수수께끼의 전학생 (2014년 1월 31일 ~ 3월 29일, TV 도쿄) - 아스카 역
- 집착~수사 1과·사와무라 케이지 2 (2014년 3월 7일, 후지 TV) - 하자마 치에미 역
- MOZU - 오오스기 메구미 역
  - Season1 ~때까치 우는 밤 Episode #4 (2014년 5월 1일, TBS/WOWOW)
  - Season2 ~환상의 날개 (2014년 6월 22일 ~ 7월 20일, WOWOW/TBS)
- 사신 군 제3화 (2014년 5월 2일, TV 아사히) - 사이온지 히토미 역
- 사건 구명의 2~IMAT의 기적~ (2014년 6월 15일, TV 아사히) - 타치바나 아키 역
- 학교의 계단 (2015년 1월 ~ 3월, 닛폰 TV) - 코다 미모리 역
- 화석의 미소 (2015년 3월 29일, TV 아사히) - 주연·나카무라 아야미 역
- 연속 TV 소설 아빠 언니 (2016년 6월 ~ 10월, NHK) - 코하시 요시코 역
- 몽타주 삼억 엔 사건 기담 (2016년 6월 25일 ~ 26일, 후지 TV) - 나카노 나츠미 역
- 꽃보다 맑음 (2018년 4월 ~, TBS) - 주연·에도가와 오토 역

### 영화
카지우라 하나 명의
- 길상천녀 (2007년 6월 30일, CK 엔터테인먼트)
- Whisper~그래서 그녀는 속삭였다~ (2007년 7월 7일, 요시모토 흥업) - 슈(초등학생 시절) 역

스기사키 하나 명의
- 영화 오란고교 호스트부 (2012년 3월 17일, 소니 픽처즈 엔터테인먼트) - 카나즈키 레이코 역
- 영화 요괴인간 벰 (2012년 12월 15일, 토호) - 나츠메 유이 역
- 마담 마멀레이드의 이상한 수수께끼 (TV 도쿄) - 사치코 역
  - 출제 편 (2013년 10월 25일)
  - 해답 편 (2013년 11월 22일)
- 인 더 히어로 (2014년 9월 6일, 토에이) - 모토무라 아유미 역
- 바느질 위의 인생 (2015년 1월 31일, 가가) - 유키 역
- 화장실의 피에타 (2015년 6월 6일, 쇼치쿠 미디어 사업부) - 마이 역
- 사랑을 쌓는 사람 (2015년 6월 20일, 아스믹 에이스/쇼치쿠) - 사에 역
- 모즈 (2015년 11월 7일, 토호) - 오오스기 메구미 역
- 스캐너 기억의 조각을 읽는 남자 (2016년 4월 29일, 토에이) - 아키야마 아미 역
- 행복 목욕탕 (2016년 10월 29일, 클록 워크스) - 사치노 아즈미 역
- 메리와 마녀의 꽃 (2017년) - 메리 역 (목소리)
- 무한의 주인 (2017년 4월 29일, 워너 브라더스 영화) - 아사노 린 역
- 우리들의 완벽한 세계 (2018년) - 카와나 츠쿠미 역
- 10년 (2018년)
- 블리치 (2018년) - 쿠치키 루키아 역
- 12명의 죽고 싶은 아이들 (2019년)
- 약속의 땅 (2019년)
- 사이다처럼 말이 톡톡 솟아올라 (2020년) - 스마일 역

### CM
- 이케다 은행 (2006년)
- 반다이 두 사람은 프리큐어 (2006년)
- 파나소닉 냉장고 컴팩트 BIG (2006년)
- 켄터키 (2006년)
- 미츠비시 지소 신마루 빌딩 (2007년)
- SONY BRAVIA (2007년)
- 하고로모 푸즈 스파게티 그라탱 (2007년 ~ 2008년)
- 토요타 방직 기업 (2008년 ~ 2011년)
- 아지노모토 Cook Do (2011년 7월 28일 ~ )
- KDDI au (2014년 5월 ~ 2015년 5월)
- 히로시마 가스 (2015년 4월 ~ )
- Wright Flyer Studios 소멸 도시 (2015년 11월 ~ )

### PV
- FAKE? 〈JUST LIKE BILLY〉 (2004년 11월 25일)
- KOTOKO 〈아름다운 선율〉 (2007년 3월 7일)
- PLASTIC LOVE 〈True True Love〉 (2008년 8월 27일)
- 이에이리 레오 〈miss you〉 (2015년 2월 11일)

## 수상
- 제7회 TAMA 영화상 최우수 신진 여우상
- 제37회 요코하마 영화제 최우수 신인상 (《화장실의 피에타》 《사랑을 쌓는 사람》)
- 유바리 국제 판타스틱 영화제 2016 뉴 웨이브 어워드 여배우 부문 (《화장실의 피에타》 외)
- 오사카 시네마 페스티벌 2016 신인 여우상 (《사랑을 쌓는 사람》 《화장실의 피에타》)
- 제41회 호치 영화상 조연 여우상 (《물을 끓일 정도의 뜨거운 사랑》)
- 제38회 요코하마 영화제 조연 여우상 (《물을 끓일 정도의 뜨거운 사랑》)